# Francisco Oller y Cestero
Francisco Oller y Cestero (Bayamón, 17 de juny de 1833 - San Juan, 17 de maig de 1917) fou un artista visual porto-riqueny, considerat l'únic pintor llatinoamericà que va participar en el desenvolupament de l'impressionisme.

## Biografia

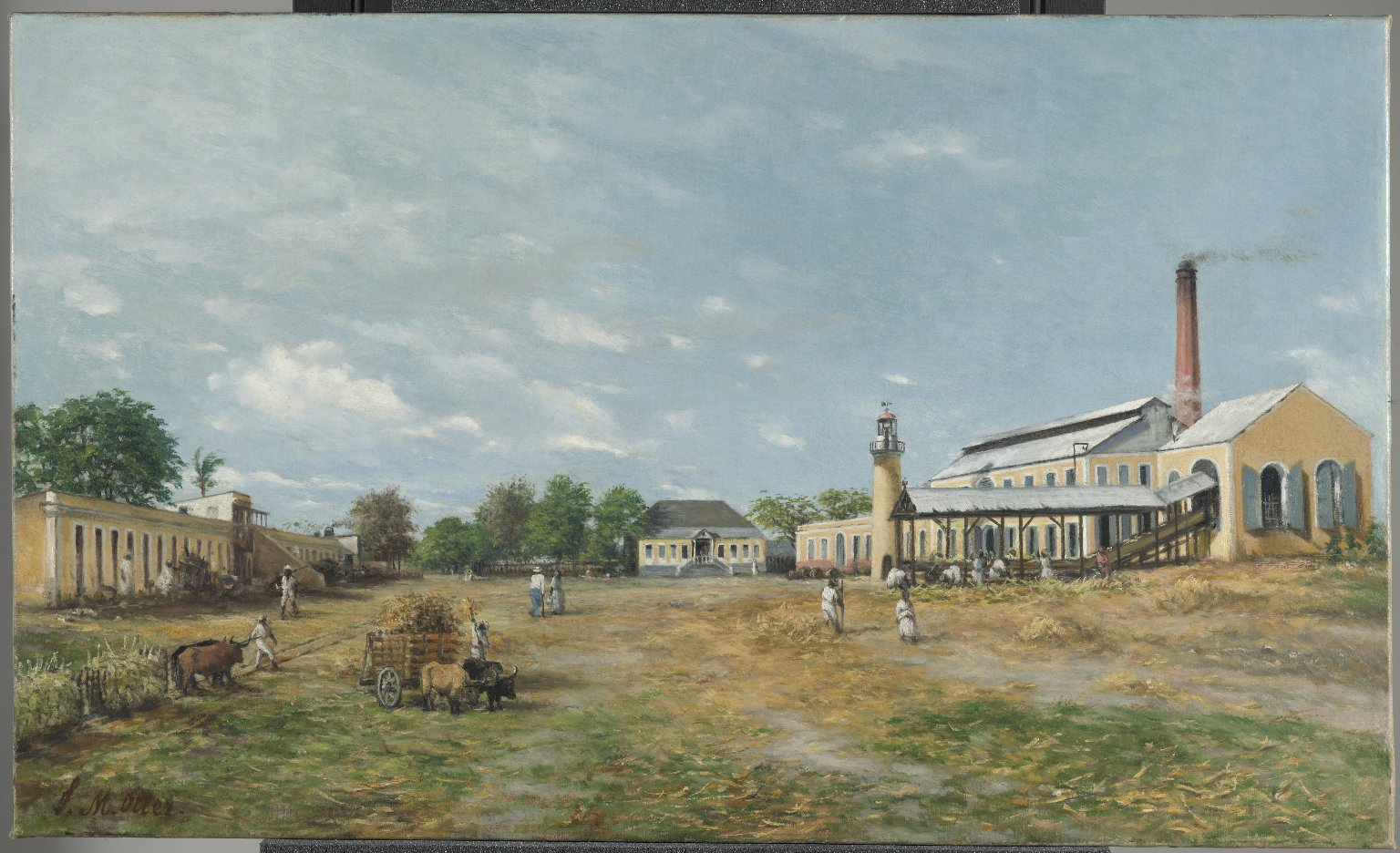
Hacienda La Fortuna, 1885. Museu Brooklyn

Oller va néixer a Bayamón, Puerto Rico, el tercer de quatre germans, fills de pares espanyols, Cayetano Juan Oller y Fromesta i María del Carmen Cestero Dávila. Quan tenia onze anys va començar a estudiar art sota el tutela de Juan Cleto Noa, un pintor que va tenir una acadèmia d'art a San Juan, Puerto Rico. Allà Oller va demostrar el seu talent artístic i, el 1848, el General Joan Prim, Governador de Puerto Rico, li va oferir l'oportunitat de continuar els seus estudis a Roma. Tanmateix, l'oferta no va ser acceptada perquè la seva mare sentia que era massa jove per viatjar sol a l'estranger.
Quan tenia divuit anys, es va traslladar a Madrid, on va estudiar a la Reial Acadèmia de Belles Arts de San Fernando, sota la tutela de Federico de Madrazo y Kuntz, director del Museu del Prado. El 1858, va anar a París, on va estudiar amb Thomas Couture. Més tard es va matricular per estudiar art al Louvre sota la instrucció de Gustave Courbet. Durant el seu temps lliure, Oller, qui va tenir un tipus de veu de cant de baríton, va treballar i participar en òperes italianes locals. Freqüentment visitava cafeteries on es trobava amb amics artistes. També esdevingué amic de porto-riquenys com Ramón Emeterio Betances y Alacán i Salvador Carbonell del Toro, que estaven expatriats a França a causa de les seves creences polítiques. El 1859, Oller va exhibir algunes de les seves obres artístiques prop de Bazille, Renoir, Monet, i Sisley.

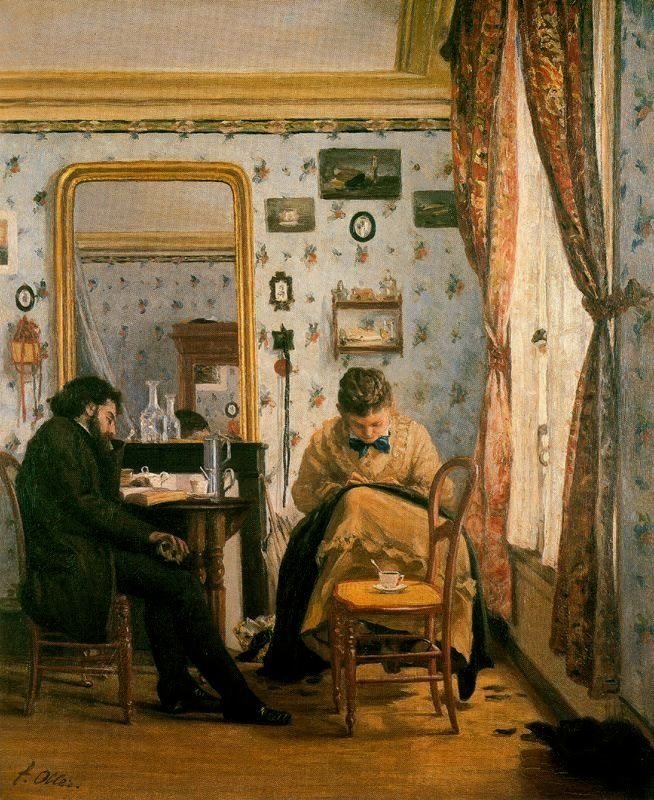
L'estudiant (1874) de Francisco Oller, Museu d'Orsay

Per un temps curt, Paul Cézanne fou un dels estudiants d'Oller. El 1865, Oller va ser considerat com el primer artista Impressionista portoriqueny i hispà. El 1868, va fundar L'Acadèmia d'Art Lliure de Puerto Rico.
L'any 1884, va fundar una escola d'art per dones joves que fou més tard coneguda com la Universitat Nacional. El 1871, Espanya va honorar Oller amb el Reial i Distingit Orde Espanyol de Carles III, i un any més tard esdevingué el pintor oficial del Tribunal Reial d'Amadeu I. Oller va desenvolupar un interès a extreure la realitat del paisatge, les seves persones i la cultura de Puerto Rico a través de les seves obres d'art. Les pintures d' Oller poden ser trobades en museus de tot el món, incloent el Louvre de França.
Oller fou un prolific pintor amb obres de temes diversos com bodegons, paisatges, esdeveniments històrics i retrats. Encara que es va implicar amb diversos moviments de pintura com el realisme i el naturalisme; és més conegut per les seves feines impressionistes.
Francisco Oller va morir el 17 de maig de 1917 a San Juan, Puerto Rico. La ciutat de Cataño dins Puerto Rico, va anomenar un institut i la Ciutat de Nova York va rebatejar el carrer P.S.61 del Bronx P.S. com Francisco Oller. Hi ha també una Biblioteca Francisco Oller en l'Escola d'Arts Plàstiques de San Juan. El Museu Francisco Oller on molts artistes, com Tomás Batista, exposen les seves obres, és localitzat en la ciutat de Bayamón. A Buffalo, Nova York, hi ha un Museu d'Art Francisco Oller i Diego Rivera on Manuel Rivera-Ortiz i altres artistes han exhibit la seva feina.

## Obres
- El plet de l'herència (1854–1856)

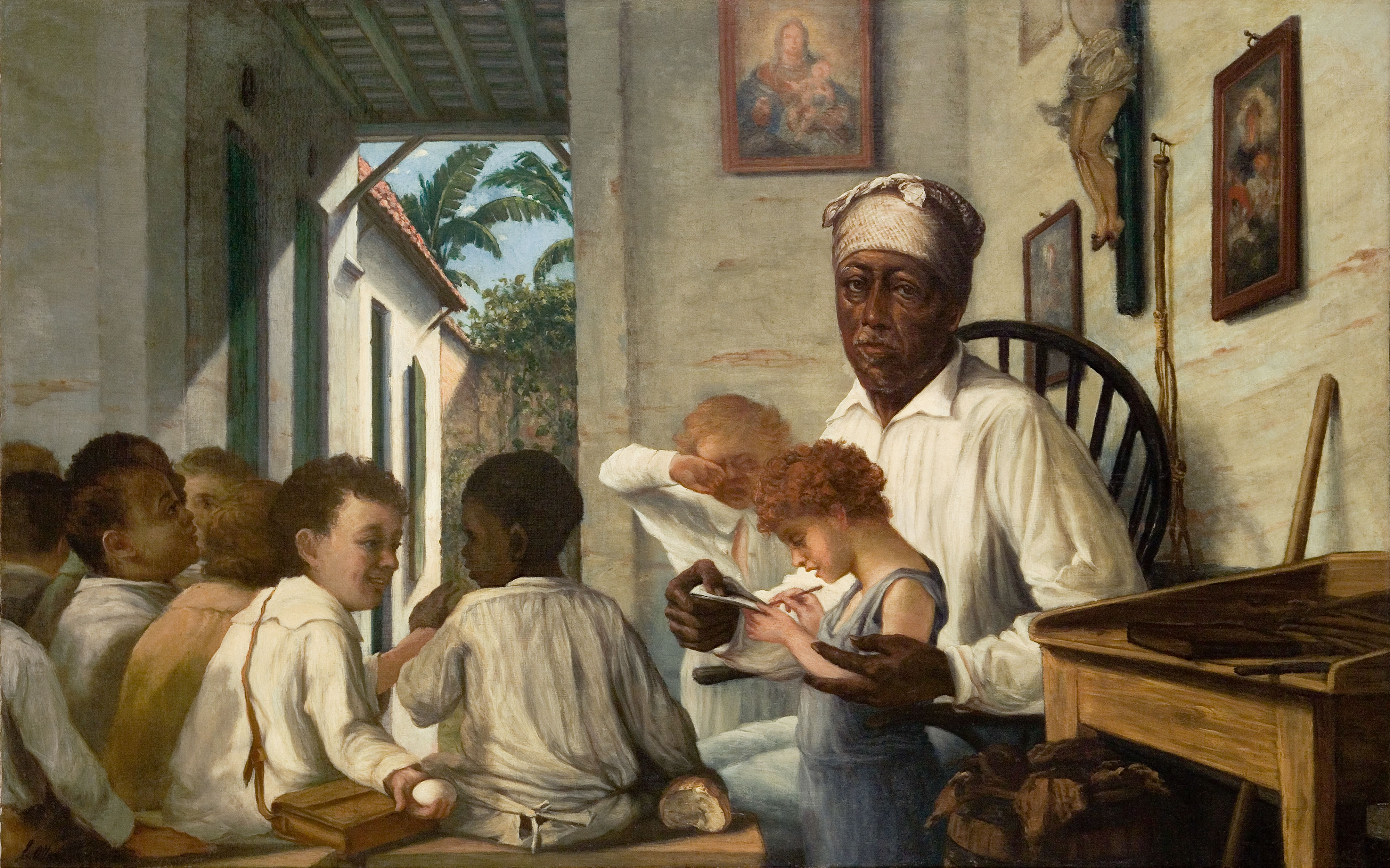
La Escuela del Maestro Rafael Cordero (1890–1892)

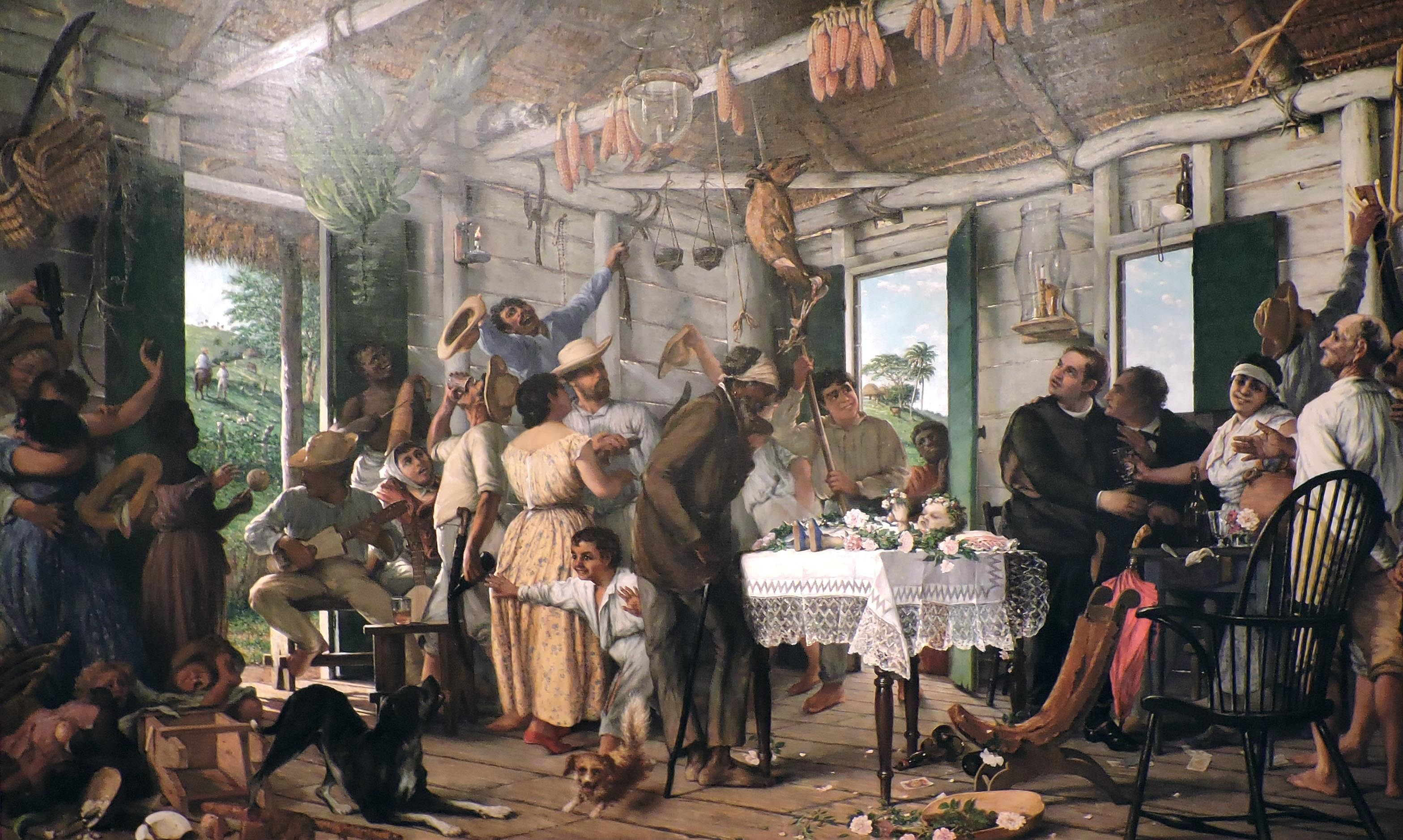
El Velorio (1893)

- Retrat de Manuel Sicardó (1866–1868)
- L'estudiant (1874)
- Les bugaderes (1887–1888)
- La Escola del Mestre Rafael Cordero (1890–1892)
- El Velorio ("El Despertar") (1893)[6]
- Bodegó Contra pinyes
- El Cesante
- Hacienda La Fortuna de Ponce (1885)[7][8]